# بخش گوانگان
بخش گوانگان (به لاتین: Guang'an District) یک منطقهٔ مسکونی در چین است که در گوانگان واقع شده‌است. بخش گوانگان ۱٬۰۳۰ کیلومتر مربع مساحت و ۸۹۷٬۷۰۰ نفر جمعیت دارد.